# 糖畫

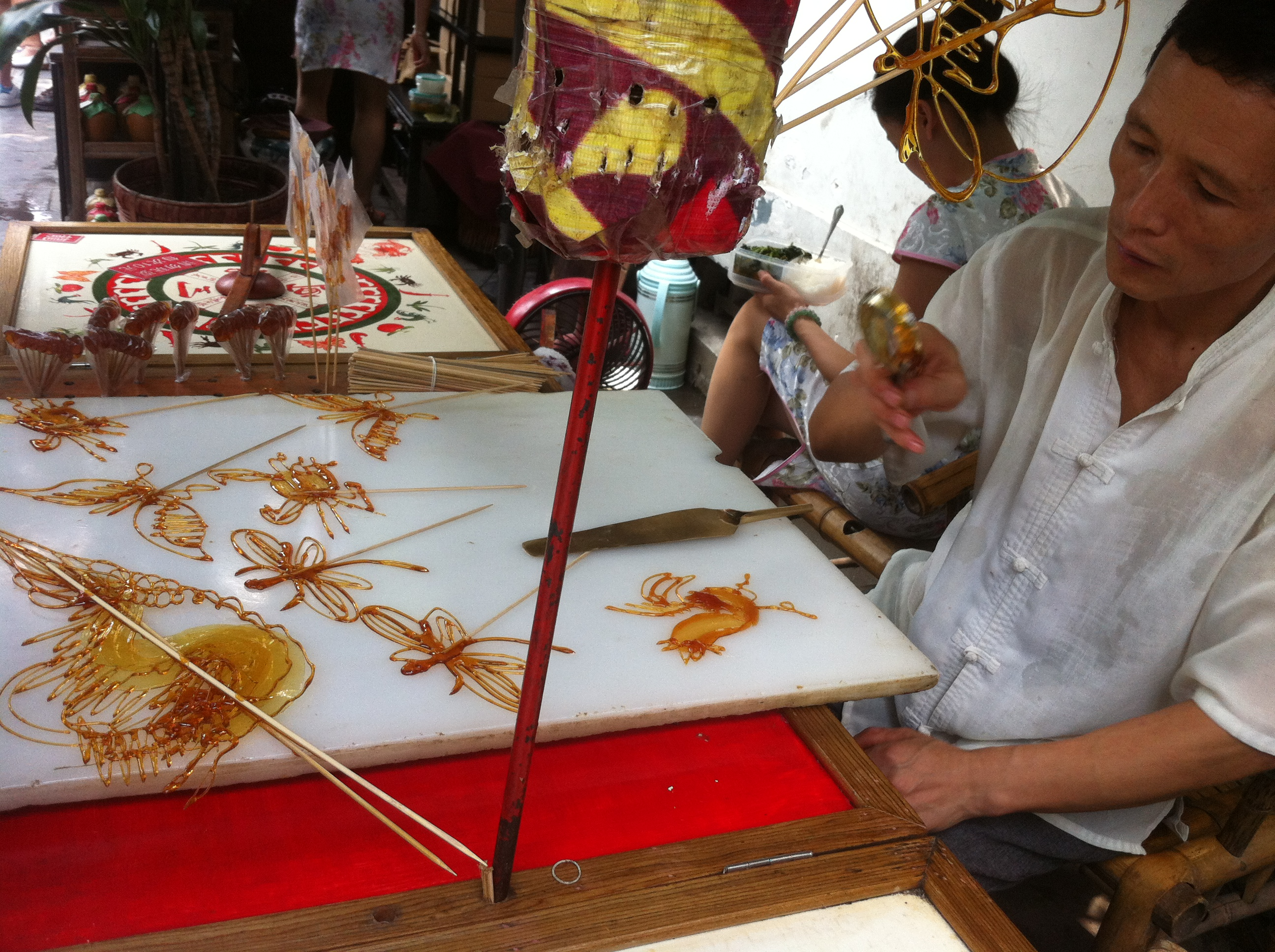
糖画制作，成都宽窄巷子

糖畫是一種傳統民間小食和藝術。師傅會用勺將溶化的糖汁在大理石版上一筆過地畫圖，然後在糖汁凝固前壓下一條木棒，最後連棒子剷起，看起来有點像棒棒糖。

## 起源
褚人獲《堅瓠補集》：「『液蜜為人始自漢』，印成袍笏氣軒昂。狻猊斂足為同列，李耳卑躬屬並行。枵腹定知無肺腑，虛心自應沒肝腸。兒童盡與相親近，丞相無嗔可徜徉。熔就糖霜丞相呼，賓筵排列勢非孤。蘇秦錄我言甘也，林甫為人口蜜腹。霉雨還潮幾屈膝，香風送暖得全膚。紙糊閣老尋常事，糖丞來年亦紙糊。
」
《新唐書》〈列傳第三十九〉崔融「署張佛筵，液蜜為人，一昔鼠齧皆斷首」
據閒是於明朝的「糖丞相」，「糖丞相」跟糖畫很像，亦是用糖汁製成動物或人物，不過主要用作祀物。